# Angular (webbramverk)
Angular (eller "Angular 2+") är ett TypeScript-baserat webbramverk utvecklat av Google och är en omskrivning från samma utvecklare som byggde Angular.js. Ramverket annonserades 2014 och släpptes i en tidig version i maj 2016 innan det släpptes i september samma år.